# 핑크니 조약
핑크니 조약(Pinckney's Treaty) 또는 산로렌조 조약(Treaty of San Lorenzo), 마드리드 조약(Treaty of Madrid)은 1795년 10월 27일 산 로렌소 데 엘 에스코리알에서 조인된 조약으로 미국과 스페인 사이의 강화를 결정지었다. 여기에는 미국과 스페인의 식민지 간의 경계도 정의했고, 미국은 미시시피강의 자유로운 운항권과 뉴올리언스 항에 무관세로 화물을 일시 보관할 수 있는 특권도 보장받았다. 조약의 정식 명칭은 ‘스페인과 미국 간의 강화, 제한, 항해 조약’(Treaty of Friendship, Limits, and Navigation Between Spain and the United States)이다. 미국 측은 토머스 핑크니가, 스페인 측은 마누엘 데 고도이가 조약을 협상했다.

## 개요
조약은 1796년 2월 26일 미국 상원에 상정되어 몇 주간의 논의를 거친 후, 1796년 3월 7일에 비준됐다. 스페인에는 1796년 4월 25일에 비준되어 그 날짜로 양국에 승인을 받았다. 이 조약은 1796년 8월 3일 공포되었다.
이 조약에 의해 스페인과 미국은 미시시피 강 상공에 북위 31도선 지점에서 채터후치 강 중앙에서 정동으로 걸쳐있고, 거기에서 강 중앙을 따라 플린트 강과의 합류점까지, 거기에서 세인트 메리 강 상류로 직진하여, 그것에서 대서양으로 향하는 수로의 한가운데를 따라 그어진 선, 스페인 영토의 동플로리다와 서플로리다에 접하는 미국의 남쪽 경계로 합의를 보았다. 이것은 현재 플로리다주와 조지아주 간의 경계로 플로리다 팬핸들 북부 경계에서 미시시피 강 이동의 루이지애나 부분의 북쪽 경계를 잇는 라인이 되고 있다.
이 경계는 영국이 플로리다를 소유했을 때, 그 영토를 확장하고 나서 논란이 되었다. 북위 31도선에서 야주 강과 미시시피 강이 합류하는 현재 미시시피주 빅스버그가 있는 곳에서 정동으로 그어진 라인으로 이동되었다. 미국 독립 전쟁 후, 미국은 오래된 경계를 주장했던 반면, 스페인은 파리 조약 때 영국이 정한 경계를 주장했다.
조약은 미국과 스페인의 경계선을 공동 측량을 하기로 했으며, 앤드류 엘리 컷이 미국 측량대의 대장으로 임명되었다. 명령했다. 조약은 미국의 서쪽 경계를 설정하고, 그것은 미국의 북쪽 경계에서 북위 31도선까지, 미시시피 강 중앙선에 스페인령 루이지애나에서 분리했다. 합의 결과 미국의 새로운 경계 내부에 아메리카 인디언 치카소 네이션의 토지가 들어갔다. 미국과 스페인은 선주 부족을 전쟁으로 내몰지 않기로 합의했다. 이전에 스페인은 수년 동안 현지 부족에 무기를 공급하고 있었다. 스페인과 미국은 또한 관할 내의 어느 위치에서도 타국의 선박을 보호하고 타국의 시민 또는 선박을 구속하고, 통상 정지하지 않기로 합의했다. 조약은 또한 미국과 스페인 양국에 하천 전역의 항해를 보장하고 있었다. 이 조약으로 스페인에게 할양 된 영토는 1798년에 미국에 편입되어 미시시피 준주가 되었다.